# Wassyl Koroliw

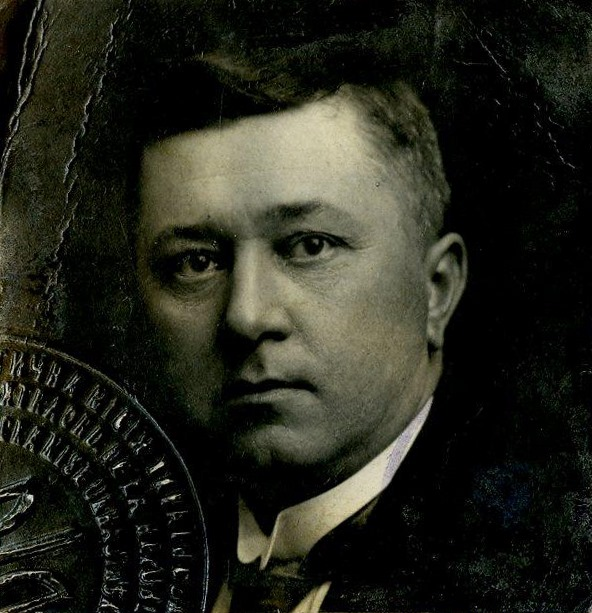
Wassyl Koroliw

Wassyl Kostjantynowytsch Koroliw (ukrainisch Василь Костянтинович Королів, Pseudonym Василь Королів-Старий Wassyl Koroliw-Staryj; * 4. Februarjul. / 16. Februar 1879greg. in Dykanka, Gouvernement Poltawa, Russisches Kaiserreich; † 11. Dezember 1941 in  Mělník bei Prag, Protektorat Böhmen und Mähren, Deutsches Reich) war ein ukrainischer Schriftsteller, Journalist und politischer Aktivist. Er war der Ehemann von Natalena Korolewa.

## Leben
Wassyl Koroliw kam 1879 in Dykanka in der heute ukrainischen Oblast Poltawa zur Welt. Er studierte am Theologischen Seminar von Poltawa und anschließend absolvierte er das Charkiwer veterinärische Institut. Ab 1902 war er als Tierarzt tätig und veröffentlichte Broschüren über die Pflege und Behandlung von Tieren. Er nahm an der ukrainischen Nationalbewegung teil und wurde 1906 wegen der Organisation einer Bauernvereinigung verhaftet und inhaftiert. Nach seiner Freilassung stand er unter polizeilicher Aufsicht und arbeitete als Journalist in Kiew für die ukrainischen Zeitungen Рада Rada, Хлібороб Chliborob und Засів Sassiw, als Mitgründer  und Redakteur beim Verlag Час Tschas und der Zeitschrift Книгар Knyhar.

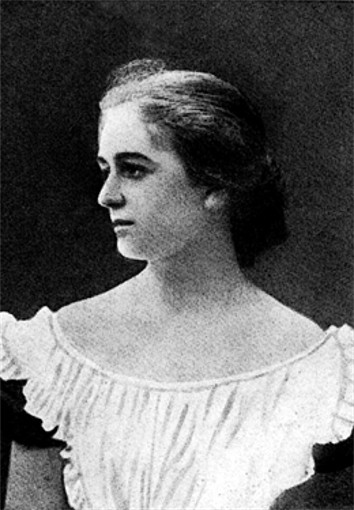
Seine Ehefrau Natalena Korolewa (1888–1966) im Jahr 1905

Am 7. März 1917 wurde er als Abgeordneter in die Zentralna Rada der Ukrainischen Volksrepublik gewählt und wurde Vorstandsmitglied der Kiewer Proswita. 1919 schickte man ihn in diplomatischer Mission ins tschechoslowakische Prag. Dort heiratete er die hierher emigrierte ukrainische Schriftstellerin Natalena Korolewa, die er bereits aus Kiew kannte.
Als Schriftsteller, Künstler, Politiker und Ethnograf war er ein besonderes Vorbild für seine Ehefrau, die unter seinem Einfluss begann, in ukrainischer Sprache zu schreiben. So wurde er der erste Kritiker und Herausgeber der ukrainischsprachigen literarischen Versuche seiner Frau. Gemeinsam kauften sie ein kleines Haus am Stadtrand von Mělník in der Nähe von Prag. Seinen Lebensunterhalt verdiente er sich als Dozent an der Ukrainischen Wirtschaftsakademie in Poděbrady.
Am 11. Dezember 1941 lud ihn die Gestapo im von Deutschen besetzten Prag zur Vernehmung vor, da man ihn verdächtigte, Verbindungen zu den Führern der Organisation Ukrainischer Nationalisten zu haben. Nachdem das Verhör beendet war, entließ man ihn, jedoch bekam er auf Grund des strapaziösen Verhörs am Abend desselben Tages einen Herzinfarkt, an dem er starb. Er wurde in Mělník auf dem Friedhof Sv. Václav, wie auch später seine Frau, bestattet.

## Werk (Auswahl)
Koroliw schrieb Lehrbücher zur Zoologie und Tierphysiologie, Kindergeschichten und Theaterstücke und übersetzte Werke tschechischer Schriftsteller ins ukrainische.
Seine Hauptwerke waren der Roman Хмелик Chmelyk (Prag, 1920), die Märchensammlung Нечиста сила Netschysta syla (Kiew, 1923) und das Märchen Русалка-жаба Russalka-schaba (Lwiw 1923).
Prosa:
- Вовкулака Хреб Wowkulaka Chreb
- Дідько Didko
- Дюдя Djudja
- Злидні Slydni
- Літавиця Litawyzja
- Мавка Вербинка Mawka Werbynka
- Мара Mara
- Нечиста сила Netschysta syla
- Перелесник Perelesnyk
- Потерчата Potertschata
- Потороча Хрипка Potorotscha Chrypka
- Рибалчина русалонька Rybaltschyna russalonka
- Хуха-моховинка Chucha-mochowynka
- Чортова перечниця Tschortowa peretschnyzja